# Хронологія Ленінопаду (2022)
У цій статті в хронологічному порядку наведено перелік подій, які відбувалися в рамках Ленінопаду. Перший головний розділ вміщує демонтажі, знесення та повалення пам'ятників Володимирові Леніну. Окремими розділами наведені події демонтажів та повалень пам'ятників іншим комуністичним діячам, а також ліквідації радянських символів під час Ленінопаду. Окрім того, окремо наведено перелік подій, під час яких демонтажам, знесенням чи пошкодженням яких, чинили опір. Перелік подій, дата яких невідома, також поданий окремим розділом.
У випадку демонтажу пам'ятки це може не бути вказано. Якщо пам'ятник повалено або демонтовано з примітками — це вказується додатково.

## Знесення і демонтаж пам'ятників та об'єктів Леніну

### Дата не відома
- м. Волочиськ, Хмельницька область. Демонтовано пам'ятник юному Леніну[1].

### Лютий
- 4 лютого, м. Миколаїв. Демонтовано барельєф Леніна на пам'ятнику Юність[2].

### Квітень
- 7 квітня, м. Новгород-Сіверський, Чернігівська область. Демонтовано зображення Леніна і Сталіна[3].
- 17 квітня, м. Чорнобиль, Київська область. Знесено пам'ятник Леніну[4].
- 22 квітня, с. Власівка, Полтавська область. Демонтовано погруддя Леніну на території санаторію «Сосновий бір»[5].
- 23 квітня, м. Київ. Демонтовано два макети ордена Леніна з обеліску «Городу-герою Киеву» на площі Перемоги[6][7].
- 29 квітня, с. Лісоводи, Хмельницька область. Демонтовано два макети ордена Леніна[8].

### Травень
- 7 травня, м. Новгород-Сіверський, Чернігівська область. Демонтовано радянські мозаїки із зображенням орденів Леніна і Червоного Прапора та логотипу ДТСААФ СРСР у центрі міста[9].
- 19 травня, м. Ужгород. Зображення Леніна закрито утепленням на яке буде нанесено мурал[10].

### Червень
- 17 червня, смт. Есхар, Харківська область. Знесено зображення Леніна[11].
- 21 червня, м. Чорнобиль, Київська область. Відбито голову у другого пам'ятника Леніну[12].
- 27 червня, м. Краматорськ, Донецька область. Демонтовано пам'ятник Леніну на території заводу НКМЗ[13].

### Липень
- 3 липня, с. Довге, Закарпатська область. Демонтовано зображення Леніна і комуністичну цитату[14].
- 6 липня, с. Іванівка, Харківська область. Демонтовано зображення Леніна та серп і молот[15][16].
- 19 липня, с. Сивороги, Хмельницька область. Демонтовано меморіальну дошку на честь Леніна[17].

### Серпень
- 2 серпня, с. Нігин, Хмельницька область. Демонтовано зображення Леніна і комуністичну цитату[18].

### Вересень
- 12 вересня, смт. Котельва, Полтавська область. Демонтовано пам'ятник юному Леніну[19].

### Грудень
- 14 грудня, с. Калаглія, Одеська область. Демонтовано пам'ятник Леніну[20].

## Заміна пам'ятників
- 18 квітня, м. Генічеськ, Херсонська область. Російські окупанти і місцеві колаборанти «відновили» пам'ятник Леніну[21]. Щоправда «відновлений» пам'ятник виявився інакшим, ніж той, що стояв у Генічеську до декомунізації[22].
- 30 квітня, м. Нова Каховка, Херсонська область. Російські окупанти встановили пам'ятник Володимиру Леніну. Він повернувся на постамент біля будівлі місцевої міської ради[23].
- 5 листопада, м. Мелітополь, Запорізька область. Російські окупанти встановили пам'ятник Володимиру Леніну[24].
- 2 грудня, м. Світлодарськ, Донецька область. Російські окупанти встановили пам'ятник Володимиру Леніну[25].

## Ліквідація та пошкодження пам'ятників комуністичним діячам та інших радянських і російсько-імперських символів

### Січень
- 13 січня, с. Стара Миколаївка, Донецька область. Демонтовано зображення серпа і молота з вхідних воріт виробничої дільниці механічної майстерні 'Мех. Двору'[26].
- 20 січня, м. Київ. Демонтовано знак ордена "Перемога" з вхідної групи до парку "Перемога" у Дніпровському районі[27].
- 31 січня, с. Коломацьке, Полтавська область. Демонтовано погруддя болгарському комуністу Цвятко Радойнову[28][29].

### Лютий
- 3 лютого, м. Славута, Хмельницька область. Демонтовано погруддя Антону Одусі[30].
- 3 лютого, м. Полтава. Демонтовано пам'ятник Суворову в музеї авіації[31][32].
- 4 лютого, с. Берездів, Хмельницька область. Пошкоджено пам'ятник Островському, який лежить на постаменті[33].
- 5 лютого, м. Харків. Демонтовано погруддя Островському біля школи №94[34].
- 13 лютого, м. Рубіжне, Луганська область. Зафарбовано серп і молот на фасаді будівлі[35].
- 14 лютого, с. Концеба, Одеська область. Демонтовано погруддя Калініну[36].
- 18 лютого, с. Прохори, Чернігівська область. Демонтовано макет радянського ордену із серпом та молотом на меморіалі[37].
- 20 лютого, с. Топільне, Волинська область. Демонтовано погруддя Ватутіну[38].
- 20 лютого, с. Берездів, Хмельницька область. Пам'ятник Миколі Островському демонтовано остаточно[39].

### Березень
- 3 березня, м. Чернівці. Демонтовано радянський танк[40].
- 10 березня, м. Збараж, Тернопільська область. Демонтовано радянський танк[41].
- 15 березня, с. Фонтанка, Одеська область. Знесено пам'ятник чекістам[42].
- 21 березня, м. Ужгород. Пам'ятну плиту, встановлену до 300-річчя так званого "возз'єднання" України та Росії демонтовано у Боздоському парку[43].
- 25 березня, м. Ужгород. Демонтовано другий пам'ятник встановлений до 300-річчя так званого "возз'єднання" України та Росії[44].

### Квітень
- 1 квітня, с. Росохач, Тернопільська область. Демонтовано пам'ятник радянському солдату[45].
- 7 квітня, м. Мукачево, Закарпатська область. Демонтовано погруддя та меморіальну дошку Пушкіну[46].
- 7 квітня, м. Вишгород, Київська область. Демонтовано пам'ятник комсомольцям 20-х років[47].
- 8 квітня, м. Ужгород. Демонтовано погруддя Пушкіну[48].
- 8 квітня, м. Харків. Демонтовано меморіальну дошку Блюхеру[49].
- 8 квітня, м. Київ. Демонтувати назви російських міст-героїв[50].
- 8 квітня, м. Тернопіль. Демонтовано пам'ятник Пушкіну[51].
- 9 квітня, м. Київ. Демонтовано макет радянського ордену із зображенням серпа та молота біля станції метро Шулявська[52].
- 11 квітня, м. Мукачево. Демонтовано радянський танк у Мукачеві[53].
- 11 квітня, с. Заболотівці, Львівська область. Демонтовано погруддя Пушкіну[54].
- 11 квітня, м. Біла Церква, Київська область. У місті Біла Церква на Київщині демонтовано пам'ятник «Гренадер», який присвячено російським солдатам, які воювали у 1812 році[55].
- 11 квітня, м. Стрий, Львівська область. Демонтовано рештки радянського меморіалу[56].
- 13 квітня, м. Чортків, Тернопільська область. Демонтовано радянський танк[57].
- 14 квітня, м. Тернопіль. Демонтовано радянський літак[58].
- 14 квітня, м. Чортків, Тернопільська область. Демонтовано пам'ятник радянському солдату[59].
- 14 квітня, м. Рівне. Демонтовано радянський танк[60].
- 14 квітня, м. Одеса. На Думській площі в Одесі демонтували таблички з російськими містами[61].
- 14 квітня, м. Львів. Серп і молот на Костя Левицького, 19 у місті Львові демонтовано[62].
- 14 квітня, м. Чоп, Закарпатська область. Демонтовано зірку з радянського меморіалу[63].
- 15 квітня, м. Кропивницький. Демонтовано пам'ятник комсомольцям[64].
- 15 квітня, м. Здолбунів, Рівненська область. Демонтовано рештки погруддя Приходьку біля вокзалу[65].
- 16 квітня, м. Львів. Демонтовано макет радянського ордену із серпом та молотом та зірку[66].
- 16 квітня, с. Кваси, Закарпатська область. Демонтовано комуністичну зірку в центрі села[67].
- 16 квітня, смт Тиврів, Вінницька область. Демонтовано пам'ятний знак на честь міста Москва[68].
- 17 квітня, м. Харків. Демонтовано погруддя Жукову[69].
- 18 квітня, смт. Чорноморське, Одеська область. Пошкоджено пам'ятник Котовському[70].
- 18 квітня, смт. Тиврів, Вінницька область. Демонтовано макет радянського ордену із серпом та молотом з меморіалу[71].
- 18 квітня, м. Хуст, Закарпатська область. Демонтовано зірку на меморіалі[72].
- 18 квітня, м. Ужгород. Демонтовано комуністичну брилу у парку[73].
- 19 квітня, м. Мукачево, Закарпатська область. Демонтовано радянський обеліск у центрі міста[74].
- 19 квітня, м. Чоп, Закарпатська область. Демонтовано радянські пропагандистські таблички на меморіалі та встановлено нові - правильні[75].
- 19 квітня, м. Кременець, Тернопільська область. Демонтовано пам'ятник Горькому[76]
- 19 квітня, м. Кременець, Тернопільська область. Демонтовано два пам'ятники радянському солдату у центрі міста[77].
- 19 квітня, с. Верхній Ясенів, Івано-Франківська область. Демонтовано радянську зірку на меморіалі[78].
- 20 квітня, м. Бердичів, Житомирська область. Демонтовано пам'ятник більшовикам (т.зв. «братська могила бійців Щорсівської дивізії») в центрі міста[79].
- 20 квітня, м. Дрогобич, знесли меморіал вічний вогонь.[80]
- 21 квітня, м. Дрогобич, Львівська область. Демонтовано радянський меморіал[81].
- 21 квітня, м. Володимир, Волинська область. Демонтовано радянські символи з меморіалу у центрі міста[82].
- 21 квітня, м. Чернігів. Повалено пам'ятник Зої Космодем'янській біля школи[83].
- 21 квітня, м. Чернівці. Демонтовано погруддя комуністичному діячу Семену Галицькому[84].
- 21 квітня, м. Чернівці. Демонтовано пам'ятник двом радянським солдатам[85].
- 22 квітня, м. Володимир, Волинська область. Демонтовано радянський танк[86].
- 25 квітня, м. Хмельницький. Демонтовано макет ордену із серпом та молотом[87].
- 26 квітня, с. Пушкіно, Закарпатська область. Демонтовано погруддя Пушкіну[88].
- 26 квітня, м.Київ. Демонтовано фігуру українця із росіянином, які тримали зображення ордену дружби народів під одноіменною аркою[89].
- 26 квітня, м. Біла Церква, Київська область. Демонтовано макет радянського ордену із серпом та молотом[90].
- 26 квітня, м. Володимир, Волинська область. Демонтовано пам'ятник радянським прикордонникам[91][92].
- 27 квітня, м. Луцьк, Волинська область. Демонтовано макети радянських орденів на меморіалі[93].
- 27 квітня, смт. Ясіня, Закарпатська область. Демонтовано серп і молот на Будинку культури[94].
- 27 квітня, Новомосковський район, Дніпропетровська область. Демонтовано стелу із серпом та молотом[95].
- 27 квітня, м. Суми. Демонтовано пам'ятник гусару встановлений проросійською ГО[96].
- 28 квітня, м. Конотоп, Сумська область. Демонтовано пам'ятник Пушкіну[97].
- 28 квітня, с. Лисець, Хмельницька область. Демонтовано погруддя Володимиру Затонському[98].
- 28 квітня, м. Рівне. Демонтовано стелу із іменами радянських діячів[99].
- 28 квітня, м. Рівне. Демонтовано пам'ятник Богомолову[100].
- 29 квітня, м. Вінниця. Демонтовано пам'ятник Горькому[101].
- 29 квітня, м. Борислав, Львівська область. Демонтовано радянський обеліск[102].
- 29 квітня, м. Сторожинець, Чернівецька область. Демонтовано радянський танк[103].
- 29 квітня, м. Луцьк, Волинська область. Демонтовано дату 1941 на меморіалі[104].
- 29 квітня, с. Більче-Золоте, Тернопільська область. Повалено пам'ятник радянському полковнику Шеленкову[105].
- 30 квітня, м. Чернігів. Демонтовано погруддя Пушкіну[106].
- 30 квітня, м. Черкаси. На постаменті Богдану Хмельницькому випалили напис про "дружбу з Росією"[107].

### Травень
- 1 травня, м. Одеса. В Одесі демонтували табличку "Слава російській зброї" біля міської ради[108].
- 1 травня, м. Ужгород. Демонтовано камінь на честь 40-річчя перемоги[109].
- 2 травня, м. Мостиська, Львівська область. Демонтовано радянську зірку на меморіалі[110].
- 2 травня, м. Ужгород. Демонтовано меморіальну дошку Івану Анкудінову[111].
- 2 травня, м. Красилів, Хмельницька область. Демонтовано пам'ятник чекістам[112].
- 2 травня, м. Дніпро. Демонтовано серпи та молоти на фасаді будівлі за адресою вулиця Титова, 11[113].
- 2 травня, с. Розтоки, Закарпатська область. Демонтовано радянську символіку на стелі у центрі села[114].
- 2 травня, с. Олеша, Івано-Франківська область. Демонтовано макет ордена із серпом та молотом[115].
- 3 травня, м. Рівне. Демонтовано погруддя Миколі Кузнєцову[116].
- 3 травня, м. Стрий, Львівська область. Демонтовано пам'ятник радянському солдату[117].
- 3 травня, м. Дніпро. Демонтовано стелу "Площа Жукова" на житловому масиві Перемога-5[118].
- 3 травня, м. Дніпро. Демонтовано стелу про наказ Сталіна в парку Глоби[119].
- 4 травня, м. Хуст, Закарпатська область. Демонтовано зображення радянських солдат на меморіалі[120].
- 4 травня, м. Переяслав, Київська область. Демонтовано дошку про так зване «возз'єднання з Росією»[121].
- 4 травня, с. Великі Ком'яти, Закарпатська область. Демонтовано погруддя Ватутіну[122].
- 4 травня, м. Дубно, Рівненська область. Демонтовано пам'ятник радянському солдату біля замку[123].
- 4 травня, с. Чинадійово, Закарпатська область. Зафарбовано серп і молот на будинку культури[124].
- 4 травня, м. Свалява, Закарпатська область. Демонтовано два пам'ятники радянським солдатам[125].
- 4 травня, м. Світловодськ, Кіровоградська область. Демонтовано два макети радянських орденів[126].
- 4 травня, м. Кропивницький. У Кропивницькому прибрали «власть совєтам»[127].
- 4 травня, м. Рівне. Демонтовано два радянських ордени[128]
- 5 травня, м. Вінниця. Демонтували пам'ятник, який символізував спадковість поколінь борців за «власть советов»[129].
- 5 травня, м. Хмельницький. На меморіалі демонтовано табличку, яка прославляє маршала Жукова та генерала Ватутіна[130].
- 5 травня, м. Вінниця. Демонтовано меморіальну дошку Пушкіну[131].
- 5 травня, с. Русанівці, Хмельницька область. Демонтовано радянську зірку[132].
- 5 травня, с. Шумляни, Тернопільська область. Демонтовано пам'ятник  бою "червоних козаків" з "білополяками" та пам'ятник радянським солдатам[45].
- 5 травня, с. Мечищів, Тернопільська область. Демонтовано пам'ятник радянським солдатам[45].
- 5 травня, с. Саранчуки, Тернопільська область. Демонтовано пам'ятник радянським солдатам[45].
- 5 травня, м. Житомир. Демонтовано радянський танк[133].
- 6 травня, с. Заріччя, Івано-Франківська область. Демонтовано погруддя Руднєву[134].
- 7 травня, м. Коростень, Житомирська область. Демонтовано пам'ятник комсомольцям 20-х років[135].
- 7 травня, м. Рівне. Демонтовано хлопчика у будьонівці з фасаду лялькового театру[136].
- 7 травня, м. Кривий Ріг, Дніпропетровська область. Демонтовано зірку зі шпилю на вулиці Симбірцева[137].
- 7 травня, с. Приборжавське, Закарпатська область. Демонтовано погруддя Максиму Горькому[138].
- 7 травня, с. Довге, Закарпатська область. Демонтовано пам'ятник Валі Котику біля гімназії[139].
- 7 травня, с. Бронька, Закарпатська область. Демонтовано пам'ятник Зої Космодем'янській[140].
- 7 травня, с. Довге, Закарпатська область. Демонтовано пам'ятник радянському солдату[141].
- 7 травня, с. Липецька Поляна, Закарпатська область. Демонтовано макет ордену із серпом та молотом на меморіалі[142].
- 7 травня, с. Приборжавське, Закарпатська область. Демонтовано радянську зірку. [143]
- 7 травня, смт. Делятин, Івано-Франківська область. Демонтовано погруддя Пушкіну[144].
- 7 травня, с. Зняцьово, Закарпатська область. Демонтовано погруддя Чапаєву[145].
- 8 травня, м. Чорноморськ, Одеська область. Проведено заміну 1941 на 1939 на міському меморіалі[146].
- 9 травня, м. Жмеринка, Вінницька область. Демонтовано макет радянського ордену із серпом та молотом на меморіалі[147].
- 9 травня, смт. Делятин, Івано-Франківська область. Демонтовано меморіальну дошку з написом «Вірним синам радянського народу»[148].
- 10 травня, м. Дніпро. Демонтовано пам'ятник комсомольцям на Соборній площі[149].
- 10 травня, м. Дніпро. Демонтовано пам'ятник на честь 50-річчя жовтневого перевороту[150].
- 10 травня с. Ціпки, Полтавська область. Демонтовано погруддя Ватутіну[151].
- 10 травня, м. Дунаївці, Хмельницька область. Демонтовано меморіальну дошку червоногвардійцям на вулиці Шевченка[152].
- 10 травня, смт. Славське, Львівська область. Демонтовано пам'ятник радянським солдатам[153].
- 10 травня, с. Яблуниця, Івано-Франківська область. Демонтовано пам'ятник радянським солдатам[154].
- 10 травня, м. Самбір, Львівська область. Демонтовано пам'ятник герою радянського союзу лейтенанту Єгору Жиліну[155].
- 10 травня, с. Соколівка, Черкаська область. Демонтовано три серпи та молоти в центрі села[156].
- 11 травня, м. Ніжин, Чернігівська область. Демонтовано пам'ятник так званим «радянським міліціонерам», яких убили українські селяни[157].
- 11 травня, м. Жидачів, Львівська область. Демонтовано пам'ятник радянському солдату[158].
- 11 травня, с. Нові Петрівці, Київська область. Демонтовано пам'ятник Ватутіну[159].
- 11 травня, м. Вишгород, Київська область. Демонтовано макет радянського ордену із серпом та молотом на пам'ятнику афганцям[160].
- 12 травня, м. Біла Церква, Київська область. З вхідних воріт до парку «Олександрія» демонтовано погруддя Пушкіну[161].
- 13 травня, м. Червоноград, Львівська область. Демонтовано пам'ятник радянському солдату[162].
- 13 травня, м. Коростень, Житомирська область. Демонтовано пам'ятник Щорсу[163].
- 13 травня, м. Коростень, Житомирська область. Демонтовано пам'ятник Островському[163].
- 13 травня, м. Коростень, Житомирська область. Демонтовано меморіальну дошку Блінкову[164].
- 15 травня, смт. Новий Яричів, Львівська область. Демонтовано пам'ятник радянському солдату[165].
- 16 травня, м. Кривий Ріг, Дніпропетровська область. Демонтовано пам'ятник Якову Вєсніку[166].
- 17 травня, с. Рідківці, Чернівецька область. Демонтовано пам'ятник радянському солдату[167].
- 17 травня, м. Коростень, Житомирська область. Демонтовано пам'ятник зачинателям Всеукраїнського страйку залізничників 1918 року[168].
- 18 травня, м. Львів. Демонтовано  6 радянських зірок на фасаді будинків по вул. Городоцька та вул. Ярослава Мудрого[169].
- 18 травня, м. Пустомити, Львівська область. Демонтовано радянський меморіал[170].
- 18 травня, смт. Кегичівка, Харківська область. Демонтовано пам'ятник Горькому[171].
- 19 травня, м. Харків. Демонтовано пам'ятник Олександру Невському[172]
- 20 травня, смт. Стеблів, Черкаська область. Демонтовано серп, молот і радянську зірку з фасаду будинку культури[173].
- 20 травня, м. Харків. Демонтовано серпи та молоти на Харківському мості[174].
- 20 травня, с. Коломацьке, Полтавська область. Демонтовано погруддя засновнику комуністичної партії Болгарії Благоєву[175].
- 20 травня, смт. Верховина, Івано-Франківська область. Демонтовано пам'ятник радянському солдату[176].
- 21 травня, м. Миколаїв. Демонтовано пам'ятник Пушкіну[177].
- 21 травня, м. Виноградів, Закарпатська область. Усунуто меморіальну дошку на честь комуністичного Директоріуму 1919 року[178].
- 22 травня, с. Дзвониха, Вінницька область. Усунуто радянську символіку з меморіалу Другої світової війни[179].
- 22 травня, м. Київ. Демонтовано всі покажчики зі станцією імені Генерала Ватутіна[180].
- 23 травня, м. Карлівка, Полтавська область. Демонтовано погруддя Миколі Підгорному біля міського стадіону[181].
- 24 травня, с. Голозубинці, Хмельницька область. Демонтовано погруддя Максиму Горькому[182].
- 25 травня, м. Рахів, Закарпатська область. Демонтовано пам'ятник радянському солдату[183].
- 26 травня, м. Корсунь-Шевченківський, Черкаська область. Демонтовано дошку на честь жовтневого перевороту з фасаду міської ради[184].
- 26 травня, м. Корсунь-Шевченківський, Черкаська область. Демонтовано таблички з прізвища героїв Радянського союзу: Жукова, Ватутіна, Конєва тощо[185].
- 26 травня, м. Бровари, Київська область. Декомунізовано міський парк Перемоги[186].
- 27 травня, м. Дніпро. Демонтовано постамент і пам'ятні дошки Миколі Семашку[187].
- 27 травня, с. Малиничі, Хмельницька область. Демонтовано серп і молот з фасаду Будинку культури[188].
- 27 травня, с. Капустяни, Хмельницька область. Демонтовано погруддя Ватутіну[189].
- 27 травня, смт. Ясіня, Закарпатська область. Демонтовано пам'ятник радянському солдату[190].
- 27 травня, м. Рівне. Демонтовано пам'ятник будьонівцям[191].
- 29 травня, м. Київ. Демонтовані меморіальні дошки Миколі Шпаку, Кіндрату Рилєєву та Борису Грекову[192].
- 30 травня, м. Бровари, Київська область. Демонтовано радянський літак[193].
- 30 травня, м. Свалява, Закарпатська область. Демонтовано радянську зірку на меморіалі[194].
- 31 травня, м. Заліщики, Тернопільська область. Демонтовано радянський танк[195].
- 31 травня, між с. Нижчі Луб'янки та с. Діброва Тернопільська область. Демонтовано пам'ятник ковпаківцям[196].
- 31 травня, с. Чернихівці, Тернопільська область. Демонтовано макет ордену із зображенням серпа і молота[197].

### Червень
- 1 червня с. Ільці, Івано-Франківська область. Демонтовано пам'ятник радянському солдату[198].
- 1 червня, м. Хотин, Чернівецька область. Демонтовано погруддя Карлу Марксу[199].
- 2 червня, с. Мазурове, Миколаївська область. Демонтовано пам'ятник Чапаєву[200].
- 2 червня, с. Мазурове, Миколаївська область. Демонтовано макет радянського ордену із зображенням серпа та молота на меморіалі Другої світової війни[201].
- 2 червня, с. Ониськове, Миколаївська область. Демонтовано серп і молот з фасаду будинку культури[202].
- 2 червня, м. Одеса. Демонтовано радянську зенітну гармату біля школи №56[203].
- 3 червня, м. Карлівка, Полтавська область. Демонтовано серп і молот біля машинобудівного заводу[204].
- 3 червня, м. Рівне. Демонтовано пам'ятник росіянці Гулі Корольовій[205].
- 4 червня, м. Рівне. Демонтовано пам'ятник радянським солдатам[206].
- 4 червня, м. Київ. Ліквідовано цитати Леніна, серп і молот та георгіївську стрічку на фасаді будівлі Київо-Могилянської академії[207].
- 4 червня, м. Київ. Демонтовано дошку Льву Толстому[208].
- 5 червня, м. Глобине, Полтавська область. Демонтовано серп і молот на власності агрофірми "Урожай"[209].
- 6 червня, с. Попівка, Черкаська область. Демонтовано серп, молот і зірку з фасаду Будинку культури[210].
- 6 червня, смт. Безлюдівка, Харківська область. Зафарбовано радянський напис у юридичному ліцеї[211].
- 6 червня, м. Львів. На постаменті біля ЛНМУ демонтовано напис про роки 1941-1945[212].
- 6 червня, с. Подібна, Черкаська область. Демонтовано погруддя Щорсу[213].
- 7 червня, м. Кривий Ріг Дніпропетровська область. Демонтовано меморіальну дошку Миколі Перчину[214].
- 7 червня, м. Горішні Плавні, Полтавська область. Демонтовано орден «За вклад в Победу» та радянську зірку[215].
- 7 червня, Жденіївська селищна громада, Закарпатська область. Демонтовано пам'ятник радянському солдату[216].
- 7 червня, с. Мала Стратіївка, Вінницька область. Демонтовано погруддя Суворову та зафарбовано напис "Колгосп імені Суворова"[217].
- 8 червня, м. Шумськ, Тернопільська область. Демонтовано пам'ятник радянському солдату[218].
- 8 червня, м. Кропивницький. Демонтовано меморіальну дошку Будьонному[219].
- 8 червня, м. Борислав, Львівська область. Демонтовано пам'ятник радянському солдату[220].
- 8 червня, с. Уріж, Львівська область. Демонтовано пам'ятник радянському солдату[221].
- 8 червня, м. Харків. Зафарбовано георгіївську стрічку та зображення радянського ордену із серпом та молотом на муралі Набойченку на вулиці Полтавський Шлях][222].
- 8 червня, с. Гукалівці, Тернопільська область. Демонтовано радянський пам'ятник у вигляді зірки[223].
- 8 червня, м. Лубни, Полтавська область. Ліквідовано мозаїчне панно із зображенням георгієвської стрічки та більшовиків[224].
- 8 червня, м. Ужгород. Демонтовано другу дошку Івану Анкудінову[225].
- 9 червня, м. Рівне. Остаточно демонтовано пам'ятник Олеко Дундичу[226].
- 9 червня, с. Привільне, Рівненська область. Демонтовано пам'ятник чекістам[227].
- 9 червня, с. Остапківці, Хмельницька область. Демонтовано радянську символіку з Будинку культури[228].
- 10 червня, с. Вівся, Хмельницька область. Демонтовано радянську символіку з Будинку культури[229].
- 10 червня, м. Кам'янець-Подільський, Хмельницька область. Демонтовано радянський танк[230].
- 11 червня, м. Краматорськ, Донецька область. Демонтовано макети радянських орденів зі стелли НКМЗ[231].
- 12 червня, м. Київ. Демонтовано покажчики - вул. Червоноармійська[232].
- 13 червня, м. Буськ, Львівська область. Демонтовано пам'ятник радянському солдату[233].
- 13 червня, с. Янгелівка, Львівська область. Ліквідовано зображення піонерів та радянську зірку на автобусній зупинці[234].
- 15 червня, смт. Жденієво, Закарпатська область. Демонтовано радянську зірку з меморіалу учасникам Другої світової[235].
- 15 червня, м. Харків. Демонтовано серпи та молоти на станції метро Індустріальна[236].
- 16 червня, с. Білошиці, Житомирська область. Демонтовано серп і молот у центрі села[237].
- 16 червня, м. Рава-Руська, Львівська область. Демонтовано пам'ятник радянським солдатам[238].
- 16 червня, м. Лозова, Харківська область. Декомунізовано стелу на проспекті Перемоги[239].
- 16 червня, м. Київ. Демонтовано 6 меморіальних дошок: дві — Миколі Гастелло, по одній — Сидору Ковпаку, Феодорі Пушиній, Павлу Рибалку, Івану Сергієнку[240].
- 17 червня, смт. Міжгір'я, Закарпатська область. Демонтовано плиту з написом «Вічна слава доблесним чекістам, які загинули в боротьбі з ворогами радянського народу» та прізвища тих чекістів під пам'ятником радянському солдату[241].
- 17 червня, м. Южноукраїнськ, Миколаївська область. Демонтовано макет радянського ордена із зображенням серпа і молота[242].
- 17 червня, м. Бережани, Тернопільська область. Демонтовано вічний вогонь[243].
- 18 червня, с. Мамаївці, Чернівецька область. На фасаді будівлі зображення ордену Трудового Червоного прапора закрито гербом України, а сам червоний прапор залишено[244].
- 19 червня, с. Великі Загайці, Тернопільська область. Демонтовано два серпи і молоти з фасаду будинку культури[245].
- 20 червня, с. Коломацьке, Полтавська область. Демонтовано меморіальні дошки болгарським комуністам та на честь 50-річчя жовтня[246].
- 20 червня, с. Устя, Івано-Франківська область. Демонтовано погруддя Василю Порайку[247].
- 20 червня, с. Торговиця, Івано-Франківська область. Демонтовано пам'ятник радянському солдату[248].
- 20 червня, с. Верхній Ясенів, Івано-Франківська область. Демонтовано пам'ятник радянському солдату[249].
- 21 червня, с. Крячківка, Полтавська область. Демонтовано пам'ятник Максиму Горькому[250].
- 21 червня, м. Рівне. Демонтовано постамент від пам'ятника Богомолову[251].
- 21 червня, с. Красник, Івано-Франківська область. Демонтовано пам'ятник радянському солдату[252].
- 21 червня, с. Гориславці, Полтавська область. Демонтовано напис імені Петровського з фасаду будинку культури[253].
- 22 червня, м. Вознесенськ, Миколаївська область. Демонтовано погруддя Миколі Островському[254].
- 22 червня, м. Суми. Демонтовано меморіальну дошку Булатовичу[255].
- 22 червня, м. Свалява, Закарпатська область. Демонтували табличку во славу радянської армії[256].
- 23 червня, смт. Верховина, Івано-Франківська область. Демонтовано пам'ятник радянському солдату[257].
- 25 червня, м. Гадяч, Полтавська область. Демонтовано макет радянського ордену із зображенням Кремля[258].
- 25 червня, м. Коростень, Житомирська область. Демонтовано погруддя Лукіану Табукашвіллі[259].
- 25 червня, смт Десна, Чернігівська область. В ході ракетного обстрілу селища рашистами знищено пам'ятник радянському солдату та ушкоджено постамент з радянським танком[260].
- 26 червня, с. Білошиці, Житомирська область. Пам'ятник на місці загибелі Щорса у селі Білошиці на Житомирщині остаточно демонтовано. До того чиновники лише демонтували його зображення, проте прізвище з іменем лишили[261].
- 27 червня, с. Деньги, Черкаська область. Демонтовано серп і молот з Будинку культури[262].
- 27 червня, с. Колочава, Закарпатська область. Демонтовано макет радянського ордену із серпом та молотом[263].
- 27 червня, смт. Нова Ушиця, Хмельницька область. Демонтовано макет радянського ордену із серпом та молотом[264].
- 29 червня, смт. Градизьк, Полтавська область. Демонтовано радянську меморіальну дошку з фасаду Будинку культури[265].
- 30 червня, смт. Рожнятів, Івано-Франківська область. Демонтовано пам'ятник радянському солдату[266].

### Липень
- 1 липня, с. Мардарівка, Одеська область. Демонтовано серп і молот з фасаду Будинку культури[267].
- 2 липня, с. Вишневе, Полтавська область. Зафарбовано напис Куйбишеве на автобусній зупинці села[268].
- 4 липня, м. Київ. Розбито меморіальні дошки Юліусу Фучику та Василю Тупікову[269].
- 4 липня, м. Чернівці. З провулка Буковинського прибрали табличку, яка свідчила про те, що у будинку №1 розміщувався штаб радянської дивізії[270].
- 5 липня, м. Чернівці. Демонтовано меморіальну дошку на честь засновника комуністичної організації на Буковині Сергія Канюка[271].
- 6 липня, с. Ланна, Полтавська область. Зафарбовано серп і молот на зупинці[272].
- 6 липня, с. Довжанка, Тернопільська область. Демонтовано макет радянської нагороди з написом СССР[273].
- 6 липня, м. Дніпро. Демонтовано серпи і молоти на вході до парку Глоби[274].
- 6 липня, смт. Котельва. Демонтовано меморіальну дошку на честь газети «За більшовицькі колгоспи»[275].
- 7 липня, м. Переяслав, Київська область. Демонтовано монумент 300-річчя возз'єднання України з Росією[276].
- 7 липня, м. Ірпінь, Київська область. Демонтовано макет радянського ордену із написом СССР[277].
- 8 липня, с. Сутківці, Хмельницька область. Демонтовано серп і молот з фасаду будинку культури[278].
- 8 липня, м. Світловодськ, Кіровоградська область. Демонтовано серп і молот[279].
- 8 липня, м. Кропивницький. Демонтовано погруддя Пушкіну[280].
- 11 липня, с. Більськ, Полтавська область. Зафарбовано надпис "Зоря комунізму"[281].
- 11 липня, м. Кобеляки, Полтавська область. Демонтовано пам'ятник борцям за владу рад[282].
- 12 липня с. Скала-Подільська, Тернопільська область. Демонтовано меморіальну дошку комуністу Барану[283].
- 13 липня, смт. Ямпіль, Хмельницька область. Демонтовано макет радянського ордену із серпом і молотом[284].
- 14 липня, с. Колінківці, Чернівецька область. Демонтовано погруддя Чапаєву[285].
- 14 липня, м. Ірпінь, Київська область. Демонтовано цифри 41 на меморіалі[286].
- 15 липня, с. Ксаверівка, Хмельницька область. Демонтовано зображення радянського прапору і зірку[287].
- 15 липня, м. Біла Церква, Київська область. Демонтовано погруддя Петру Запорожцю[288].
- 18 липня, с. Стройне, Закарпатська область. Демонтовано зображення радянського солдата і радянську зірку[289].
- 20 липня, с. Косенівка, Черкаська область. Демонтовано стелу «Дітям нинішнього і майбутнього поколінь на честь 50-річчя утворення СРСР»[290].
- 21 липня, с. Званівка, Донецька область. Демонтовано погруддя Максиму Горькому[291].
- 21 липня, м. Хмельницький. Демонтовано могильну плиту бійцю червоної гвардії Васі Байдаченку на станції Гречани[292].
- 21 липня, с. Сатанівка, Хмельницька область. Демонтовано макет радянського ордену із серпом і молотом[293].
- 22 липня, с. Студеники, Київська область. Демонтовано пам'ятник на честь так званого "Возз'єднання з Росією"[294].
- 23 липня, с. Забара, Рівненська область. Демонтовано макет радянського ордену із серпом і молотом, напис радянської та цифри 1941[295].
- 25 липня, смт. Верховина, Івано-Франківська область. Демонтовано меморіальну дошку комсоргу Василю Симоненку[296].
- 26 липня, с. Калини, Закарпатська область. Демонтовано  макет радянського ордену із серпом і молотом, зображення радянського солдата і напис про 50-річчя радянської влади[297].
- 27 липня, с. Двірець, Хмельницька область. Демонтовано серп і молот з фасаду будинку культури[298].
- 27 липня, с. Ріпки, Хмельницька область. Демонтовано серп і молот на в'їзній стелі[299].
- 27 липня, м. Полтава. Демонтовано меморіальну дошку Паскевичу[300].
- 27 липня, смт. Рокитне, Рівненська область. Демонтовано меморіальну дошку на честь 50-річчя жовтня[301].
- 27 липня, м. Запоріжжя. Демонтовано погруддя Пушкіну[302].
- 27 липня, с. Чабанівка, Хмельницька область. Демонтовано зображення Чапаєва і напис "Колгосп імені Чапаєва"[303].
- 28 липня, м. Гадяч, Полтавська область. На Соборній площі було демонтовано меморіальну дошку на честь 50-річчя жовтня[304].

### Серпень
- 1 серпня, с. Жуків, Хмельницька область. Демонтовано макет ордену із серпом і молотом та 1941[305].
- 1 серпня, смт. Іванків, Київська область. Демонтовано дошку на честь 60-річчя жовтня з фасаду будинку культури[306].
- 1 серпня, м. Житомир. Демонтовано радянську зірку та серп з молотом[307].
- 2 серпня, с. Нігин, Хмельницька область. Зафарбовано напис на честь 50-річчя жовтня на автобусній зупинці[308].
- 2 серпня, с. Вовковинці, Хмельницька область. Демонтовано меморіальну дошку комнезаму[309].
- 2 серпня, с. Залісці, Дунаєвецький район, Хмельницька область. Демонтовано меморіальну дошку на честь 50 річчя СРСР[310].
- 2 серпня, смт. Коломак, Харківська область. Демонтовано цитату Леніна та радянську зірку[311].
- 4 серпня, с. Маначин, Хмельницька область. Демонтовано дошку червоному козацтву[312].
- 5 серпня, м. Кропивницький. Демонтовано меморіальну дошку Володарському[313].
- 6 серпня, смт. Вільшани, Харківська область. Демонтовано пам'ятник червоноармійцям біля селищної ради[314].
- 7 серпня, м. Часів Яр, Донецька область. Відбито голову пам'ятнику Максиму Горькому[315].
- 8 серпня, с. Корчівка, Хмельницька область. Демонтовано макет радянського ордена із серпом і молотом[316].
- 8 серпня, м. Олександрія, Кіровоградська область. Демонтовано радянські символи зі стел у сквері біля театру[317].
- 9 серпня, с. Чинадійово, Закарпатська область. Демонтовано дві дошки УРСР на палаці Шенборнів та замку Сент-Міклош[318].
- 9 серпня, с. Личівка, Хмельницька область. Демонтовано серп і молот[319].
- 9 серпня, с. Холмок, Закарпатська область. Демонтовано серп і молот та зображення радянських прапорів[320].
- 12 травня, с. Слобода-Болехівська, Івано-Франківська область. Демонтовано меморіальну дошку на честь радянських колаборантів[321].
- 12 травня, м. Золочів, Львівська область. Демонтовано меморіальну дошку Тудору[322].
- 12 травня, м. Київ. Демонтовано меморіальні дошки Іллі Власенку, Андрію Кравченку, Михайлу Потапову, Миколі Шепелєву, Терентію Уманському[323].
- 12 травня, м. Чернівці. Демонтовано пам'ятник червоноармійцю та дошку на честь радянської армії[324].
- 13 серпня, м. Олександрія, Кіровоградська область. Демонтовано погруддя Максиму Горькому[325].
- 13 серпня, м. Чернівці. Демонтовано ще один пам'ятник радянському солдату[326].
- 14 серпня, смт. Красне, Львівська область. Демонтовано частину пам'ятника радянському солдату[327].
- 14 серпня, м. Київ. Демонтовано дошку Булгакову демонтовано з фасаду будівлі КНУ імені Шевченка[328].
- 17 серпня, с. Нижній Студений, Закарпатська область. Демонтовано меморіальну дошку на честь 50-річчя жовтня[329].
- 17 серпня, с. Лисець, Хмельницька область. З фасаду будинку культури було демонтовано серп і молот та напис - імені Затонського[330]
- 17 серпня, с. Кузьмин, Хмельницька область. Демонтовано серп і молот з фасаду будинку культури[331]
- 18 серпня, с. Залісці, Хмельницька область. Демонтовано серп і молот з фасаду будинку культури[332].
- 18 серпня, смт. Антоніни, Хмельницька область. Демонтовано серп і молот з фасаду будинку[333].
- 18 серпня, с. Шустівці, Хмельницька область. Демонтовано напис на честь 60-річчя жовтня з фасаду будинку культури[334].
- 18 серпня, с. Ганнівка, Хмельницька область. Демонтовано серпи і молоти та радянські зірки[335].
- 18 серпня, с. Привороття, Хмельницька область. Демонтували панно із зображенням серпа і молота, радянської зірки та Леніна[336].
- 19 серпня, м. Київ. Демонтовано макет радянського ордену із серпом і молотом та радянські написи на стелі біля КПІ[337].
- 19 серпня, с. Новий Милятин, Львівська область. Демонтовано пам'ятник радянському солдату[338].
- 19 серпня, м. Харків. Демонтовано меморіальні дошки на честь академії Говорова, Конєва та Юрій Бажанова з фасаду Північного корпусу ХНУ імені Каразіна[339].
- 19 серпня, м. Буча, Київська область. Демонтовано пам'ятник Булгакову[340].
- 20 серпня, смт. Міжгір'я, Закарпатська область. Демонтовано пам'ятник радянському солдату[341].
- 20 серпня, с. Варварівка, Полтавська область. Демонтовано макет радянського ордену із серпом і молотом[342].
- 21 серпня, с. Довге, Закарпатська область. Демонтовано серп і молот на в'їзді[343].
- 21 серпня, с. Андріївка, Закарпатська область. Демонтовано радянську зірку[344].
- 22 серпня, м. Кременець, Тернопільська область. Демонтовано дошку на честь 50-річчя жовтневого перевороту по вулиці Шевченка[345].
- 23 серпня, м. Ужгород, Закарпатська область. Зафарбовано серп і молот в ректораті УжНУ[346].
- 24 серпня, м. Ужгород, Закарпатська область. Демонтовано дошку УРСР з фасаду Ужгородського замку[347].
- 24 серпня, смт. Перегінське, Івано-Франківська область. Демонтовано пам'ятник радянським солдатам[348].
- 24 серпня, м. Ужгород, Закарпатська область. Демонтовано радянську зірку, зірку із серпом і молотом та герб СРСР на Пагорбі Слави[349].
- 25 серпня, м. Одеса. Радянську символіку та назву міста російською на залізничному вокзалі закрито плакатом із зображенням гербів Одеси та України, а також написом "Одеса"[350][351].
- 26 серпня, с. Заріччя, Івано-Франківська область. Демонтовано об'єкти на честь Ковпака і Руднєва[352].
- 28 серпня, м. Луцьк, Волинська область. Демонтовано макет радянського ордену[353].
- 29 серпня, м. Ужгород, Закарпатська область. Демонтовано табличку з написом УРСР з фасаду Шелестівської церкви[354].
- 29 серпня, м. Харків. Демонтовано погруддя Щербініну біля ОДА[355].
- 30 серпня, м. Лубни, Полтавська область. Демонтовано меморіальну дошку на честь Чапаєвської дивізії[356].
- 30 серпня, смт. Стара Вижівка, Волинська область. Демонтовано макет радянського ордену із серпом і молотом[357].
- 30 серпня, с. Седлище, Волинська область. Демонтовано макет радянського ордену[358].
- 30 серпня, с. Четфалва, Закарпатська область. Демонтовано барельєф із зображенням радянських солдатів. [359].

### Вересень
- 1 вересня, м. Ужгород. Демонтовано стелу на честь радянської зброї на Пагорбі слави[360].
- 1 вересня, м. Коломия, Івано-Франківська область. Демонтовано меморіальну дошку на честь 50-річчя радянської влади та зафарбовано люк з гербом СРСР[361].
- 1 вересня, с. Малий Самбір, Сумська область. Демонтовано макет радянського ордену із серпом і молотом[362].
- 1 вересня, с. Малий Самбір, Сумська область. Демонтовано меморіальні плити на честь більшовиків Дениса Костенка і Василя Тодора[363].
- 1 вересня, м. Київ. Демонтовано погруддя Пушкіну біля гімназії 153[364].
- 2 вересня, м. Київ. Демонтовано меморіальну дошку Булгакову з фасаду ректорату університету імені Богомольця[365].
- 3 вересня, с. Руські Комарівці, Закарпатська область. Демонтовано погруддя радянському солдату[366].
- 5 вересня, с. Нове Село, Львівська область. Демонтовано радянського солдата і зірку[367].
- 5 вересня, м. Кам'янець-Подільський, Хмельницька область. Демонтовано меморіальну дошку Булгакову[368].
- 5 вересня, с. Сеньківка, Київська область. Демонтовано серп, молот і зірку з фасаду будинку культури[369].
- 6 вересня, смт. Козельщина, Полтавська область. Зафарбовано серп і молот на фасаді будівлі колишнього БК[370].
- 6 вересня, м. Київ. Демонтовано анотаційну дошка щодо хрещення Михайла Булгакова на стіні Хрестовоздвиженської церкви у Києві[371].
- 7 вересня, м. Чернігів. Ліквідовано пропагандистський напис на похованні червоноармійців на Валу[372].
- 7 вересня, с. Мульчиці, Рівненська область. Демонтовано пам'ятник першим комсомольцям[373].
- 7 вересня, м. Рогатин, Івано-Франківська область. Демонтовано дошку загиблим за радянську владу[374].
- 9 вересня, с. Малий Ключів, Івано-Франківська область. Демонтовано зображення радянського солдата і радянську зірку[375].
- 12 вересня, м. Копичинці, Тернопільська область. Демонтовано пам'ятник радянському солдату[376].
- 13 вересня, с. Великі Лази, Закарпатська область. Демонтовано радянську зірку[377].
- 13 вересня, с. Протопопівка, Кіровоградська область. Демонтовано радянську зірку[378].
- 14 вересня, м. Ужгород, Закарпатська область. Демонтовано напис на честь дружби радянських і чехословацьких будівельників[379].
- 15 вересня, м. Ужгород, Закарпатська область. Демонтовано меморіальну дошку на честь Червоної армії на Пагорбі слави[380].
- 17 вересня, с. Козак, Рівненська область. Демонтовано радянську зірку[381].
- 16 вересня, м. Арциз, Одеська область. Демонтовано пам'ятник Карлу Марксу[382].
- 17 вересня, с. Залізниця, Рівненська область. Демонтовано макет радянського ордену із серпом і молотом, радянську зірку, 1941 і напис радянську[383].
- 17 вересня, с. Коловерти, Рівненська область. Демонтовано макет радянського ордену із серпом і молотом, 1941 і напис радянську[384].
- 17 вересня, с. Велика Клецька, Рівненська область. Демонтовано макет радянського ордена із серпом і молотом та напис радянську[385].
- 17 вересня, м. Білгород-Дністровський, Одеська область. Дерусифіковано в'їзний знак[386].
- 17 вересня, м. Ізюм, Харківська область. Демонтовано макет радянського ордену[387].
- 17 вересня, м. Радехів, Львівська область. Демонтовано радянського солдата і зірку[388].
- 17 вересня, с. Стоянів, Львівська область. Демонтовано пам'ятник радянському солдату[389].
- 17 вересня, с. Тетевчиці, Львівська область. Демонтовано пам'ятник радянському солдату[390].
- 17 вересня, с. Яструбичі, Львівська область. Демонтовано пам'ятник першим комсомольцям села[391].
- 17 вересня, с. Немилів, Львівська область. Демонтовано пам'ятник Ледєньовій[392].
- 19 вересня, с. Холмське, Одеська область. Демонтовано погруддя Карлу Марксу[393].
- 21 вересня, м. Здолбунів, Рівненська область. Демонтовано барельєф із радянським гербом, робітником та робітницею прибирають з будівлі Здолбунівського міського клубу[394].
- 21 вересня, м. Бориспіль, Київська область. Демонтовано алею радянських героїв[395].
- 22 вересня, с. Холодівка, Вінницька область. Демонтовано серп і молот[396].
- 22 вересня, с. Сокіл, Львівська область. Демонтовано пам'ятник радянському солдату[397].
- 24 вересня, с. Яцьківка, Донецька область. Демонтовано два ордена Леніна[398].
- 26 вересня, м. Ужгород. Демонтовано радянську зірку на вулиці Собранецькій[399].
- 26 вересня, м.Бібрка, Львівська область. Демонтовано пам'ятник радянському солдату[400].
- 26 вересня, м. Бориспіль, Київська область. Демонтовано пам'ятник радянському солдату[401].
- 26 вересня, Дворічанський район, Харківська область. Демонтовано макет ордену із серпом і молотом[402].
- 28 вересня, с. Чорниж, Волинська область. Демонтовано макет радянського ордену із серпом і молотом[403].
- 28 вересня, с. Велика Омеляна, Рівненська область. Демонтовано червону радянську зірку[404].
- 28 вересня, с. Грушвиця Перша, Рівненська область. Демонтовано радянську зірку і зображення Леніна[405].
- 29 вересня, смт. Брошнів-Осада, Івано-Франківська область. Демонтовано пам'ятник радянському солдату[406].
- 30 вересня, м. Івано-Франківськ. Демонтовано меморіальну дошку маршалу Москаленко[407].
- 30 вересня, м. Київ. Демонтовано з фасаду школи меморіальну дошку Дмитру Карбишеву[408].
- 30 вересня, с. Бердихів, Львівська область. Демонтовано пам'ятник радянським солдатам[409].
- 30 вересня, с. Прилбичі, Львівська область. Демонтовано пам'ятник радянським солдатам[410].
- 30 вересня, смт. Скала-Подільська, Тернопільська область. Демонтовано радянську гармату[411].

### Жовтень
- 1 жовтня, м. Рудки, Львівська область. Демонтовано пам'ятник радянському солдату[412].
- 2 жовтня с. Далешове, Івано-Франківська область. Демонтовано макет радянського ордена із зображенням серпа і молота[413].
- 3 жовтня, смт. Гоща, Рівненська область. Демонтовано макет радянського ордену[414].
- 4 жовтня, м. Мукачево, Закарпатська область. Демонтовано радянські зірки біля Ратуші[415].
- 5 жовтня, м. Черкаси. Демонтовано погруддя Максиму Горькому[416].
- 5 жовтня, с. Зорівка, Черкаська область.  Демонтовано серп і молот з фасаду сільського будинку культури[417].
- 6 жовтня, м. Тернопіль. З Будинку культури залізничників у Тернополі демонтували радянські символи[418].
- 6 жовтня, м. Ізюм, Харківська область. Демонтовано макет радянського ордену із серпом і молотом[419].
- 7 жовтня, смт. Чорнухи, Полтавська область. Демонтовано меморіальну дошку Ленізі Бугорській[420].
- 7 жовтня, м. Рава-Руська, Львівська область. Демонтовано пам'ятник радянському солдату[421].
- 8 жовтня, Київ. Демонтовано радянську зірку та назву проспект Перемоги[422].
- 10 жовтня, с. Сопошин, Львівська область. Демонтовано пам'ятник радянському солдату[423].
- 10 жовтня, м. Жовква, Львівська область. Демонтовано два пам'ятники радянському солдату[424].
- 11 жовтня, с. Ясениця-Сільна, Львівська область. Демонтовано пам'ятник радянським солдатам[425].
- 11 жовтня, м. Київ. Знесено погруддя Пушкіну біля НТУ[426].
- 12 жовтня, смт. Хорошів, Житомирська область. Демонтовано погруддя Кутузову[427].
- жовтень, с. Нижній Коропець, Закарпатська область. Демонтовано погруддя Максиму Горькому[428].
- 13 жовтня, м. Жовква, Львівська область. Демонтовано радянські фігури на в'їзному знаку[429].
- 14 жовтня, м. Кропивницький. Демонтовано пам'ятник Борцям за владу рад[430].
- 14 жовтня, смт. Стара Вижівка, Волинська область. Демонтовано радянську гармату[431].
- 19 жовтня, м. Миколаїв. Підірвано пам'ятник загиблим міліціонерам на вулиці Садовій, т.зв. "пам'ятник чекістам", фігура чекіста на постаменті якого, була одягнена в будьонівку[432][433][434].
- 27 жовтня, с. Вістова, Івано-Франківська область. Демонтовано пам'ятник радянському солдату[435].
- 28 жовтня, м. Кременчук загасили вічний вогонь.[436]
- 29 жовтня, м. Городок, Хмельницька область. Демонтовано макет радянського ордену[437].

### Листопад
- 3 листопада, м. Миколаїв. Підірвано пам'ятник радянського походження «Скорботна мати»[438].
- 4 листопада, м. Бібрка, Львівська область. Демонтовано пам'ятник радянському солдату[439].
- 4 листопада, м. Знам'янка, Кіровоградська область. Демонтовано макет радянського ордену із серпом і молотом[440].
- 6 листопада, м. Буча, Київська область. Демонтовано другий пам'ятник Булгакову[441].
- 9 листопада, м. Чугуїв, Харківська область. Демонтовано макет радянського ордену із серпом і молотом[442].
- 9 листопада, м. Харків. Демонтовано погруддя Пушкіну[443].
- 9 листопада, м. Ужгород. Демонтовано пам'ятник радянському солдату[444][445].
- 10 листопада, с. Сілець, Львівська область. Демонтовано пам'ятник радянським солдатам[446].
- 10 листопада, м. Чернівці. Демонтовано меморіальну дошку Булгакову[447].
- 11 листопада, м. Житомир. Демонтовано погруддя Пушкіну[448].
- 11 листопада, с. Свірж, Львівська область. Демонтовано пам'ятник радянському солдату[449].
- 11 листопада, м. Жмеринка, Вінницька область. Демонтовано пам'ятник Горькому[450].
- 11 листопада, м. Одеса. Демонтовано погруддя Горькому[451].
- 11 листопада, м. Жмеринка, Вінницька область. Демонтовано пам'ятник Пушкіну[452].
- 12 листопада, с. Глібовичі, Львівська область. Демонтовано пам'ятник радянському солдату[453].
- 13 листопада, м. Одеса. Демонтовано погруддя Максиму Горькому в однойменному санаторії[454].
- 14 листопада, м. Хуст, Закарпатська область. Демонтовано меморіальну дошку на честь 50-річчя СРСР[455].
- 16 листопада, м. Білгород-Дністровський, Одеська область. Українізовано в'їзний знак[456].
- 17 листопада, м. Чернівці. Демонтовано пам'ятник Пушкіну на території Чернівецького вищого комерційного училища ДТЕУ на Соборній площі[457].
- 19 листопада, с. Бологівка, Харківська область. Зруйновано пам'ятник двом радянським солдатам[458].
- 20 листопада, м. Нікополь, Дніпропетровська область. Демонтовано погруддя Пушкіну[459].
- 21 листопада, м. Кременчук, Полтавська область. Демонтовано погруддя Пушкіну[460].
- 26 листопада, м. Хмельницький. Демонтовано радянський танк[461][462].
- 29 листопада, м. Миколаїв. Демонтовано меморіальну дошку Пушкіну[463].
- 30 листопада, м. Ананьїв, Одеська область. Демонтовано погруддя Пушкіну[464].
- 30 листопада, м. Умань, Черкаська область. Демонтовано пам'ятник газеті "Іскра"[465].
- 30 листопада, м. Умань, Черкаська область. Демонтовано пам'ятник декабристам[466].

### Грудень
- 1 грудня, м. Ізмаїл, Одеська область. Демонтовано пам'ятник Суворову[467].
- 1 грудня, м. Шепетівка, Хмельницька область. Демонтовано пам'ятник Островському[468].
- 1 грудня, м. Одеса. Пам'ятник Пушкіну сховано до дерев'яного саркофагу[469].
- 2 грудня, м. Подільськ, Одеська область. Демонтовано герб СРСР[470].
- 3 грудня, с. Романів, Львівська область. Демонтовано пам'ятник радянському солдату[471].
- 6 грудня, м. Дніпро. Демонтовано радянську зірку на вулиці Робочій[472].
- 9 грудня, м. Тульчин, Вінницька область. Демонтовано пам'ятник Суворову[473].
- 9 грудня, м. Тульчин, Вінницька область. Демонтовано погруддя Пушкіну[474].
- 9 грудня, м. Бровари, Київська область. Демонтовано меморіальну дошку Макаренку[475].
- 9 грудня, с. Олександрівка, Кіровоградська область. Демонтовано дошку на честь Леніна[476].
- 10 грудня, с. Карачин, Закарпатська область. Демонтовано дошку на честь 50-річчя жовтня[477].
- 11 грудня, м. Одеса. Демонтовано таблички з назвами міст "Москва" і "Мурманск" на алеї Слави[478].
- 12 грудня, с. Горонда, Закарпатська область. Демонтовано радянську меморіальну дошку[479].
- 13 грудня, с. Гут, Закарпатська область. Демонтовано радянську меморіальну дошку[480].
- 14 грудня, с. Ралівка, Львівська область. Демонтовано пам'ятник радянському солдату[481].
- 14 грудня, с. Нове Давидково, Закарпатська область. Демонтовано радянського солдата і зірку[482].
- 14 грудня, с. Дубище, Волинська область. Демонтовано погруддя Ватутіну[483].
- 15 грудня, с. Сторожниця, Закарпатська область. Демонтовано погруддя радянському солдату[484].
- 16 грудня, м. Дніпро. Демонтовано пам’ятники Дубініну та Пушкіну[485][486].
- 19 грудня, с. Лази, Закарпатська область. Демонтовано погруддя радянському солдату[487].
- 16 грудня, м. Дніпро. Демонтовано погруддя Андрію Булигіну[488].
- 20 грудня, м. Новий Розділ, Львівська область. Демонтовано пам'ятник радянським солдатам[489].
- 20 грудня, с. Біловарці, Закарпатська область. Демонтовано цифри 41 і дві радянські зірки[490].
- 21 грудня, с. Бедевля, Закарпатська область. Демонтовано зображення радянських солдатів[491].
- 21 грудня, с. Велика Бийгань, Закарпатська область. Демонтовано зображення радянських солдатів[492].
- 21 грудня, с. Новошини, Львівська область. Демонтовано пам'ятник радянському солдату[493].
- 21 грудня, с. Володимирці, Львівська область. Демонтовано пам'ятник радянському солдату[493].
- 21 грудня, с. Сидорівка, Львівська область. Демонтовано пам'ятник радянському солдату[493].
- 21 грудня, с. Монастирець, Львівська область. Демонтовано пам'ятник радянському солдату[493].
- 21 грудня, смт. Лиманське, Одеська область. Демонтовано серп і молот[494].
- 22 грудня, с. Голятин, Закарпатська область. Демонтовано барельєф радянському солдату[495].
- 22 грудня, с. Торунь, Закарпатська область. Демонтовано барельєф із зображенням радянських солдатів[496].
- 23 грудня, с. Яноші, Закарпатська область. Демонтовано зображення радянського солдата[497].
- 23 грудня, м. Чернівці. Демонтовано меморіальну дошку комуністу Ковальчуку[498].
- 23 грудня, м. Чернівці. Демонтовано другий пам'ятник Пушкіну[499][500].
- 23 грудня, смт. Середнє, Закарпатська область. Демонтовано радянську меморіальну дошку[501].
- 23 грудня, с. Стужиця, Закарпатська область. Демонтовано пам'ятник радянському солдату[502].
- 24 грудня, с. Фанчиково, Закарпатська область. Демонтовано дві радянських зірки[503].
- 26 грудня, м. Дніпро. Демонтовано пам'ятники Максиму Горькому та льотчику Валерію Чкалову[504].
- 27 грудня, м. Кролевець, Сумська область. Демонтовано погруддя Пушкіну[505].
- 27 грудня, с. Угля, Закарпатська область. 1941 замінено на 1939[506].
- 27 грудня, м. Чернівці. Демонтовано погруддя Пушкіну[507].
- 28 грудня, м. Кременець, Тернопільська область. Демонтовано 2 меморіальні дошки на честь 50-річчя жовтня[508].
- 28 грудня, м. Одеса. Демонтовано пам'ятник Катерині ІІ, а також т.зв. «засновникам міста» Хосе де Рібасу, Францу де Воллану, Григорію Потьомкіну та Платону Зубову[509][510].
- 28 грудня, м. Одеса. Демонтовано пам'ятник Суворову[511][512].
- 29 грудня, с. Верхній Бистрий, Закарпатська область. Демонтовано пам'ятник радянському солдату[513].
- 29 грудня, м. Полонне, Хмельницька область. Демонтовано погруддя Пушкіну[514].
- 29 грудня, м. Кролевець, Сумська область. Демонтовано погруддя Горькому[515].
- 29 грудня, м. Миколаїв. Демонтовано меморіальну дошку Пушкіну на вулиці Громадянській, 6[516].
- 30 грудня, м. Краматорськ, Донецька область. Демонтовано погруддя Пушкіну[517].
- 30 грудня, м. Кропивницький. Демонтовано зображення Пушкіна з фасаду бібліотеки імені Маланюка[518].
- 30 грудня, м. Київ. В Києві дерусифікували пропагандистський радянський пам'ятник про першу лінію оборони столиці Радянської України, встановлений однополчанами НКВС[519].

## Цікаві факти
- На початок 2021 року, всього в Україні, з приблизно 1600 (сума знесених + ті, що лишились) лишалось близько 300 пам'ятників Леніну, абсолютна більшість з яких була розташована на тимчасово окупованій Російською Федерацією території України[520].
- Протягом 2022 року в Україні було перейменовано 9859 географічних назв та демонтовано 145 пам'ятників, пов'язаних з пропагандою російської імперської політики. Серед демонтованих пам’ятників: 28 — присвячені російському письменникові Олександру Пушкіну, 9 — радянському письменникові Максиму Горькому, по 4 — російському полководцю Олександру Суворову та радянському письменникові Миколі Островському, 1 — російській імператриці Катерині II та ще понад 20 пам’ятників та пам’ятних знаків на честь радянських визволителів,nbsp;— про це повідомило Міністерство культури та інформаційної політики України[521][522].